# Anti-Hero
"Anti-Hero" é uma canção gravada pela cantora e compositora norte-americana Taylor Swift para o seu décimo álbum de estúdio, Midnights (2022). Escrita e produzida pela artista em colaboração com Jack Antonoff, é um tema sobre inseguranças, derivando musicalmente do pop rock e synth-pop. A faixa foi disponibilizada para download digital em 21 de outubro de 2022 e enviada para as rádios hot adult contemporary e contemporary hit dos Estados Unidos, através da Republic Records, servindo como o primeiro single do material.
Em geral, foi recebida com opiniões positivas pela crítica especialista em música contemporânea, os quais prezoaram sua composição e arranjos musicais; a revista Billboard classificou-a como a melhor faixa do disco. O videoclipe corresponde foi escrito e dirigido por Swift e retrata suas inseguranças e distúrbios alimentares, apresentando três versões de suas personalidades. Ademais, contou com as participações de Mike Birbiglia, John Early e Mary Elizabeth Ellis.
Em termos comerciais, "Anti-Hero" chegou ao cume de diversos países, como Austrália, Canadá, Cingapura, Filipinas, Indonésia, Irlanda, Malásia, Nova Zelândia, Portugal e Reino Unido. Nos Estados Unidos, foi o nono tema de Swift ao atingir o topo da Billboard Hot 100. A canção também obteve recordes em território estadunidense e a nível global, sendo a mais reproduzida em um dia no Spotify.

## Antecedentes
Em 28 de agosto de 2022, Taylor Swift anunciou o seu décimo álbum de estúdio, Midnights, previsto para ser lançado a 21 de outubro. O alinhamento das faixas não foram divulgados de imediato. Jack Antonoff, produtor frequente de Swift ao qual colabora com a cantora desde o álbum 1989 (2014), foi confirmado como produtor de Midnights através do vídeo "The making of Midnights" publicado no Instagram da cantora em 16 de setembro. A partir de 21 de setembro, Swift começou a revelar a lista de faixas aleatoriamente por meio da série Midnights Mayhem with Me no TikTok — ao qual consistia em 13 episódios. "Anti-Hero" foi revelada como a terceira faixa do alinhamento em 3 de outubro, durante o sexto episódio.

## Estrutura musical e conteúdo
"Anti-Hero" é fruto de um trabalho colaborativo entre Swift e Antonoff, com quem a artista trabalhou em grande parte de Midnights. Foi gravada nos estúdios Electric Lady e Rough Customer na cidade de Nova Iorque, e em Sound House em Lakeland, Flórida. Serban Ghenea ficou encarregado da mixagem no estúdio MixStar na cidade de Virginia Beach, Virginia. A masterização decorreu no estúdio Sterling Sound, localizado em Edgewater, por Randy Merrill. Musicalmente, "Anti-Hero" foi descrita como uma canção do gênero pop rock e synth-pop que contém uma vasta gama de influências, sendo o rock o mais notável. A sua produção foi observada por alguns analistas musicais como reminiscente a trabalhos lançados ao longo da década de 1980, com a sua instrumentação contendo violinos, guitarras acústicas e baixos, além de sintetizadores. Swift afirmou, através de uma publicação no Instagram, que "Anti-Hero" é '[uma] de suas composições favoritas' e explora suas inseguranças mentais:
"Nunca havia aprofundado-me tanto em minhas inseguranças. Insisto muito com a ideia de que minha vida é incontrolável, e para conseguir lidar com isso finjo não sentir-me como uma pessoa".
A intérprete na obra também expressa sua ansiedade e depressão, ao qual descreve-se como "o problema". Lauren Michele Jackson, do The New Yorker, caracterizou os seu vocais ao refrão final como "desgastados [...] lentos e almejados". O seu conteúdo lírico também faz referência à sitcom estadunidense 30 Rock; em específico o verso "Sometimes I feel like everybody is a sexy baby, and I'm a monster on the hill", é interpretado como uma resposta ao fetichismo dos aspectos físicos de jovens mulheres. De acordo com a partitura publicada pela Sony/ATV Music Publishing na página online Musicnotes.com, "Anti-Hero" é definida no compasso de tempo comum com um andamento que se desenvolve no metrónomo de 100 batidas por minuto, sendo composta na tonalidade de Mi maior.

## Lançamento e divulgação
Em 16 de outubro, foi publicado um vídeo — intitulado Midnights Manifest — nas mídias sociais de Swift, onde apresentava uma programação que antecede o lançamento do disco. Também foi confirmado que o videoclipe corresponde para "Anti-Hero" seria lançado simultaneamente com o álbum. Prévias do clipe foram divulgados durante o Thursday Night Football no Amazon Prime Video em 20 de outubro. Além de Swift, Mike Birbiglia, John Early e Mary Elizabeth Ellis foram confirmados na obra audiovisual. A hashtag "TSAntiHeroChallenge", foi lançada logo após a estreia do vídeo, exclusivamente no YouTube Shorts.
"Anti-Hero" foi disponibilizado para download digital no site de Swift em 21 de outubro. No mesmo dia, a faixa foi enviada para as estações de rádios italianas através da Universal Music Group. Nos Estados Unidos, a Republic Records enviou o tema para as rádios hot AC em 24 de outubro, e mainstream no dia seguinte.

## Videoclipe

### Lançamento
O videoclipe de "Anti-Hero", escrito e dirigido por Swift, foi lançado em 21 de outubro no perfil oficial do Vevo da cantora. Após o lançamento, muito se especula que a cantora lançará a regravação de seu terceiro álbum de estúdio Speak Now como próximo disco, muito por um frame do video em que uma das versões de Taylor destrói um dos violões da turnê de 2011 e a outra versão toca em um novo idêntico.

### Enredo
O vídeo começa com Swift em uma cozinha numa casa suburbana, rodeada por fantasmas; logo em seguida, ela abre a porta da frente e vê uma versão mais jovem de si mesma. Ao qual cantam juntas a coro, enquanto sua atual versão toca um violão a outra quebra-o. Também é feita uma autocrítica ao seu peso, ademais nota-se um retrato de Marjorie Finlay, avó da cantora. Uma terceira personalidade tenta filtrar-se em um jantar de seus vizinhos, ao qual é ignorada. O diálogo ocorreu durante a ponte e retrata o funeral da intérprete, com seus filhos Preston e Chad (Mike Birbiglia e John Early) e sua nora Kimber (Mary Elizabeth Ellis) discutindo sobre quem sua mãe mais amava e o testamento, ao qual deixam-lhe 13 centavos. A obra encerra com as duas primeiras versões de Swift no telhado, onde oferecem garrafa de vinho a terceira personalidade.

### Análise crítica
Em suma, a obra audiovisual foi bem recebida pela crítica especializada. No entanto, uma breve cena do vídeo que retrata os transtornos alimentares de Swift foi interpretada negativamente por usuários de redes sociais, ao qual acusaram-na de gordofobia; em tal cena, Swift está deprimida em uma balança — onde-se lê "gorda". Seguidamente, o trecho foi alterado.

## Créditos
Lista-se abaixo os profissionais envolvidos na elaboração de "Anti-Hero", de acordo com o site Pitchfork:
Locais de gravação
- Gravada nos estúdios Rough Customer e Electric Lady na cidade de Nova Iorque, e Sound House em Lakeland, Flórida;
- Mixada no MixStar Studios em Virginia Beach, Virgínia;
- Masterizada no Sterling Sound em Edgewater, Nova Jérsei.

Equipe
- Taylor Swift — vocais principais, composição, produção
- Jack Antonoff — composição, co-produção, gravação, bateria, programação, percussão, sintetizador modular, Prophet-5, baixo, guitarra acústica, Juno 6, Mellotron, Wurlitzer, vocais de apoio
- Serban Ghenea — mixagem
  - Bryce Bordone — assistência
- Laura Sisk — gravação
- Megan Searl — assistência de engenharia
- Jon Sher — assistência de engenharia
- John Rooney — assistência de engenharia
- Jon Gautier — gravação
- Randy Merrill — masterização
- Bobby Hawk — violino

## Desempenho comercial
| Parada (2022)                                     | Melhor posição |
| ------------------------------------------------- | -------------- |
| Austrália (ARIA)                                  | 1              |
| Áustria (Ö3 Austria Top 75)                       | 7              |
| Bélgica (Ultratop 50 de Flandres)                 | 3              |
| Brasil (Billboard)                                | 8              |
| Canadá (Canadian Hot 100)                         | 1              |
| Canadá (Billboard AC)                             | 48             |
| Canadá (Billboard CHR/Top 40)                     | 16             |
| Canadá (Billboard Hot AC)                         | 16             |
| Croácia (Billboard)                               | 5              |
| República Checa (Singles Digitál Top 100)         | 8              |
| Dinamarca (Hitlisten)                             | 7              |
| Finlândia (Suomen virallinen lista)               | 10             |
| França (SNEP)                                     | 32             |
| Alemanha (Offizielle Deutsche Charts)             | 8              |
| Mundo (Billboard Global 200)                      | 1              |
| Grécia (Billboard)                                | 21             |
| Grécia (IFPI)                                     | 2              |
| Hong Kong (Billboard)                             | 6              |
| Islândia (Plötutíðindi)                           | 6              |
| India (IMI)                                       | 4              |
| Indonésia (Billboard)                             | 1              |
| Irlanda (IRMA)                                    | 1              |
| Itália (FIMI)                                     | 26             |
| Japão (Japan Hot 100)                             | 34             |
| Lituânia (AGATA)                                  | 5              |
| Luxemburgo (Billboard)                            | 6              |
| Malásia (Billboard)                               | 1              |
| Países Baixos (Dutch Top 40)                      | 23             |
| Países Baixos (Single Top 100)                    | 10             |
| Nova Zelândia (Recorded Music NZ)                 | 1              |
| Noruega (VG-lista)                                | 3              |
| Filipinas (Billboard)                             | 1              |
| Portugal (Billboard)                              | 1              |
| Romênia (Billboard)                               | 17             |
| Singapura (RIAS)                                  | 1              |
| Eslováquia (Singles Digitál Top 100)              | 7              |
| África do Sul (Billboard)                         | 3              |
| Coreia do Sul (Circle Download Chart)             | 155            |
| Espanha (PROMUSICAE)                              | 14             |
| Suécia (Sverigetopplistan)                        | 5              |
| Suíça (Schweizer Hitparade)                       | 6              |
| Taiwan (Billboard)                                | 5              |
| Reino Unido (UK Singles Chart)                    | 1              |
| Estados Unidos (Billboard Hot 100)                | 1              |
| Estados Unidos (Billboard Adult Contemporary)     | 13             |
| Estados Unidos (Billboard Adult Top 40)           | 11             |
| Estados Unidos (Billboard Dance/Mix Show Airplay) | 39             |
| Estados Unidos (Billboard Mainstream Top 40)      | 16             |

## Certificações
| Região                                                       | Certificação | Unidades/vendas |
| ------------------------------------------------------------ | ------------ | --------------- |
| Canadá (Music Canada)                                        | Platina      | 80.000‡         |
| Nova Zelândia (RMNZ)                                         | Ouro         | 15.000‡         |
| Reino Unido (BPI)                                            | Prata        | 200.000‡        |
| ‡vendas+valores de streaming baseados apenas na certificação |              |                 |